# Johan IV van Brandenburg
Johan IV van Brandenburg (circa 1261 - 1305) was van 1304 tot 1305 mede-markgraaf van Brandenburg-Stendal. Hij behoorde tot het huis Ascaniërs.

## Levensloop
Johan IV was de oudste zoon van markgraaf Koenraad I van Brandenburg en Constance van Groot-Polen, dochter van hertog Przemysł I van Groot-Polen. 
In 1304 volgde Johan IV zijn overleden vader op als mede-markgraaf van Brandenburg-Stendal. Hij regeerde dit markgraafschap samen met zijn broers Waldemar en Otto VII, zijn neef Koenraad II en zijn ooms Otto IV en Hendrik I. Johan oefende echter geen werkelijke macht uit.
In 1305 overleed hij ongehuwd en kinderloos, waarna hij werd bijgezet in de abdij van Chorin.